# Frigidoalvania janmayeni
Frigidoalvania janmayeni is een slakkensoort uit de familie van de Rissoidae. De wetenschappelijke naam van de soort is voor het eerst geldig gepubliceerd in 1878 door Friele.